# 4 juin dans les chemins de fer
4 mai 4 juillet
Chronologies thématiques
- Croisades
- Sports
- Disney

Cette page concerne les événements qui se sont déroulés un 4 juin dans les chemins de fer.

## Événements

### XIXesiècle
- 1838 : au Royaume-Uni, inauguration de la première gare de Paddington à Londres (great Western Railway)
- 1845 : en Belgique, arrêté royal portant sur l'autorisation de la création de la Société des chemins de fer de la Flandre-Occidentale[1].

### XXesiècle
- 1928 : en Chine, à Shenyang, l'Incident de Huanggutun qui est un assassinat politique provoqué par l'armée japonaise du Guandong dont plusieurs officiers sont tués par l'explosion d'un wagon[2].